# کارلو گینتسبورگ
کارلو گینزبورگ (انگلیسی: Carlo Ginzburg؛ زاده ۱۵ آوریل ۱۹۳۹) یک تاریخ‌نگار اهل ایتالیا است. وی برنده جایزه ویارجو (۱۹۹۸) شده است.

## زندگی‌نامه
کارلو گینزبورگ، پسر ناتالیا گینزبورگ، رمان‌نویس و لئونه گینزبورگ، فیلسوف، تاریخ‌نگار و منتقد ادبی، در سال ۱۹۳۹ در تورین ایتالیا به دنیا آمد. علاقه او به تاریخ تحت تأثیر آثار مورخان دلیو کانتیموری و مارک بلوخ بود. او در سال ۱۹۶۱ مدرک دکترای خود را از دانشگاه پیزا دریافت کرد. او در دانشگاه بولونیا، دانشگاه کالیفرنیا، لس آنجلس در سال‌های ۱۹۸۸-۲۰۰۶ تدریس می‌کرد.

## کنش‌های روشنفکری
در سال ۱۹۷۹، گینزبورگ رسماً از پاپ سابق ژان پل دوم درخواست کرد که آرشیو تفتیش عقاید را باز کند. در حالی که پاسخ فوری واتیکان هنوز مشخص نشده است، گروه محدودی از محققان تا سال ۱۹۹۱ اجازه دسترسی به این موضوع را پیدا کردند. در ژانویه ۱۹۹۸ بایگانی‌ها به طور رسمی برای «محققان واجد شرایط» باز شد. کاردینال راتزینگر (که بعداً پاپ بندیکت شانزدهم شد) گینزبورگ و نامه سال ۱۹۷۹ او را به عنوان نقش مهمی در تصمیم واتیکان برای باز کردن این آرشیوها معرفی کرد. گینزبورگ در مورد استفاده از آمار برای قضاوت در باره آن دوره تردید داشت. گینزبورگ گفت: «در بسیاری از موارد، ما شواهدی نداریم، شواهد از دست رفته است.»
همراه با پل گینزبورگ، مارچلو فلورس، سرجیو لوزاتو، کلودیو پاوونه، انزو تراورسو و غیره، گینزبورگ در ژانویه ۲۰۰۲ خواستار رد لایحه‌ای شد که توسط وزیر دادگستری کلمنته ماستلا ارائه شده بود که انکار هولوکاست را غیرقانونی می‌کرد. آنها استدلال کردند که قوانین ایتالیا برای مقابله با چنین اعمالی کافی است. لایحه اصلاح شده سرانجام خود را به احکام تقویت‌کننده در مورد سخنان مشوق نفرت محدود کرد.
او در سال ۲۰۱۰ جایزه بالزان را دریافت کرد و در سال ۲۰۱۳ به عنوان عضو بین‌المللی انجمن فیلسوفان آمریکا انتخاب شد.

## ترجمه به فارسی
کتاب پنیر و کرم‌ها: جهان یک آسیابان قرن شانزدهمی اثر کارلو گینزبرگ با ترجمۀ ابوذر فتاحی‌زاده و محمدجواد عبداللهی در نشر نو منتشر شده است. کارلو گینزبورگ در پنیر و کرم‌ها کوشیده است سطر به سطر اسناد اندکی را که از محاکمهٔ او بر جای مانده است، بکاود و جهان‌بینی این آسیابان گمنام را ترسیم کند و نشان دهد که شهروندان عادی آن‌گونه که تا کنون گمان می‌برده‌ایم، صرفاً فرمانبرِ فرادستان نبوده‌اند، بلکه فقط صدایشان ناشنیده مانده است. پنیر و کرم‌ها از شاخص‌ترین نمونه‌های تاریخ‌نگاری خُرد و تاریخ‌نگاریِ فرهنگی در جهان است.